# Сінгапайське сільське поселення
Сінгапа́йське сільське поселення (рос. Сингапайское сельское поселение) — сільське поселення у складі Нефтеюганського району Ханти-Мансійського автономного округу Тюменської області Росії.
Адміністративний центр — селище Сінгапай.
Населення сільського поселення становить 3766 осіб (2017; 4185 у 2010, 3680 у 2002).
Станом на 2002 рік існувала Чеускінська сільська рада (село Чеускіно, селище Каркатеєвський). Пізніше селище Каркатеєвський утворило окреме Каркатеєвське сільське поселення, було засноване селище Сінгапай та утворено Сінгапайське сільське поселення. 2014 року до складу сільського поселення було приєднано територію ліквідованого Чеускінського сільського поселення (село Чеускіно).

## Склад
До складу сільського поселення входять:
| Населений пункт  | Населення, осіб (2002) | Населення, осіб (2010) |
| ---------------- | ---------------------- | ---------------------- |
| Сінгапай, селище | -                      | 3133                   |
| Чеускіно, село   | 3680                   | 1052                   |